# Liste des sites Natura 2000 du Cantal
Cet article recense les sites Natura 2000 du Cantal, en France.

## Statistiques
Le Cantal compte 31 sites classés Natura 2000. 27 bénéficient d'un classement comme site d'intérêt communautaire (SIC), 4 comme zone de protection spéciale (ZPS).

## Liste
| Site | Type | Superficie (ha) | Fiche     | Coordonnées                      | Photo |
| --- | ---- | --------------- | --------- | -------------------------------- | ----- |
| Artense | SIC  | +00697,         | FR8301039 | 45° 26′ 43″ nord, 2° 43′ 30″ est |       |
| Aubrac | SIC  | +00725,         | FR8301069 | 44° 46′ 28″ nord, 3° 00′ 01″ est |       |
| Cezallier Sud                                                                                                  | SIC  | +01 063,        | FR8301041 | 45° 22′ 23″ nord, 2° 55′ 21″ est |       |
| Coteaux de Raulhac et cros de Ronesque                                                                         | SIC  | +00286,         | FR8301061 | 44° 52′ 47″ nord, 2° 39′ 03″ est |       |
| Environs de Meallet                                                                                            | SIC  | +00015,         | FR8301058 | 45° 15′ 24″ nord, 2° 24′ 57″ est |       |
| Gîtes du bassin minier de Massiac                                                                              | SIC  | +00322,         | FR8302020 | 45° 16′ 07″ nord, 3° 10′ 24″ est |       |
| Gorges de la Dordogne et du Marilhou                                                                           | SIC  | +02 792,        | FR8301057 | 45° 18′ 54″ nord, 2° 20′ 50″ est |       |
| Gorges de la Rhue                                                                                              | SIC  | +01 009,        | FR8301068 | 45° 22′ 05″ nord, 2° 37′ 57″ est |       |
| Haute vallée du Lot entre Espalion et Saint-Laurent-d'Olt et gorges de la Truyère, basse-vallée du Lot et Goul | SIC  | +05 597,        | FR7300874 | 44° 28′ 10″ nord, 2° 57′ 42″ est |       |
| Lacs et rivières à loutres                                                                                     | SIC  | +00579,         | FR8301095 | 45° 37′ 34″ nord, 2° 33′ 08″ est |       |
| Marais du Cassan et de Prentegarde                                                                             | SIC  | +00507,         | FR8302003 | 44° 56′ 46″ nord, 2° 16′ 41″ est |       |
| Massif Cantalien (parties ouest et est)                                                                        | SIC  | +05 898,        | FR8301055 | 45° 06′ 20″ nord, 2° 41′ 20″ est |       |
| Rivières à écrevisses à pattes blanches                                                                        | SIC  | +01 164,        | FR8301096 | 44° 55′ 14″ nord, 3° 50′ 47″ est |       |
| Rivières à moules perlières                                                                                    | SIC  | +00269,         | FR8301094 | 44° 55′ 38″ nord, 3° 34′ 28″ est |       |
| Site de Compaing                                                                                               | SIC  | +00241,         | FR8302016 | 45° 01′ 30″ nord, 2° 41′ 35″ est |       |
| Site de la Coste                                                                                               | SIC  | +00030,         | FR8302019 | 45° 09′ 43″ nord, 3° 07′ 02″ est |       |
| Site des Grivaldes                                                                                             | SIC  | +00353,         | FR8302015 | 44° 44′ 10″ nord, 2° 33′ 10″ est |       |
| Site de Palmont                                                                                                | SIC  | +00290,         | FR8302017 | 45° 07′ 23″ nord, 2° 28′ 56″ est |       |
| Site de Salins                                                                                                 | SIC  | +00155,         | FR8302018 | 45° 11′ 28″ nord, 2° 23′ 20″ est |       |
| Site de Tessières                                                                                              | SIC  | +00096,         | FR8302014 | 44° 48′ 05″ nord, 2° 33′ 22″ est |       |
| Sommets du Nord Margeride                                                                                      | SIC  | +00910,         | FR8301070 | 45° 00′ 35″ nord, 3° 19′ 10″ est |       |
| Tourbières et zones humides du Nord-Est du massif Cantalien                                                    | SIC  | +01 529,        | FR8301056 | 45° 14′ 30″ nord, 2° 50′ 15″ est |       |
| Vallée de la Cère et tributaires                                                                               | SIC  | +03 031,        | FR7300900 | 44° 57′ 11″ nord, 1° 58′ 21″ est |       |
| Vallée de la Sianne et du Bas-Allagnon                                                                         | SIC  | +04 661,        | FR8301067 | 45° 12′ 11″ nord, 3° 05′ 27″ est |       |
| Vallées et coteaux thermophiles de la région de Maurs                                                          | SIC  | +00117,         | FR8301065 | 44° 38′ 57″ nord, 2° 11′ 34″ est |       |
| Zones humides de la planèze de Saint-Flour                                                                     | SIC  | +02 212,        | FR8301059 | 45° 02′ 22″ nord, 2° 58′ 09″ est |       |
| Zones humides de la région de Riom-es-Montagne                                                                 | SIC  | +00750,         | FR8301060 | 45° 17′ 18″ nord, 2° 40′ 58″ est |       |
| Gorges de la Dordogne                                                                                          | ZPS  | +46 037,        | FR7412001 | 45° 13′ 37″ nord, 2° 07′ 54″ est |       |
| Gorges de la Truyère                                                                                           | ZPS  | +21 602,        | FR8312010 | 44° 53′ 00″ nord, 3° 00′ 07″ est |       |
| Monts et plomb du Cantal                                                                                       | ZPS  | +06 420,        | FR8310066 | 45° 04′ 07″ nord, 2° 44′ 30″ est |       |
| Planèze de Saint-Flour                                                                                         | ZPS  | +25 242,        | FR8312005 | 45° 01′ 54″ nord, 3° 00′ 35″ est |       |